# Куршаково (Нижегородская область)
 Куршаково  — опустевшая деревня в Шарангском районе Нижегородской области в составе городского поселения Рабочий посёлок Шаранга.

## География
Расположена на расстоянии примерно 2 км на восток от районного центра поселка Шаранга.

## История
Была известна с 1891 года как починок Куршаков, в 1905 дворов 32 и жителей 219, в 1926 (деревня Куршаково) 44 и 262, в 1950 46 и 185.

## Население
Постоянное население составляло 3 человека (русские 100%) в 2002 году, 0 в 2010.